# Привалов, Иван Иванович
Ива́н Ива́нович Прива́лов (30 января [11 февраля] 1891, Нижний Ломов, Пензенская губерния — 13 июля 1941, Москва) — советский математик, член-корреспондент АН СССР.
Ученик Д. Ф. Егорова, участник «Лузитании».

## Биография
Иван Иванович Привалов родился 30 января (11 февраля) 1891 года в городе Нижний Ломов Нижнеломовского уезда Пензенской губернии (ныне — в Пензенской области), в семье купца 2-й гильдии Ивана Андреевича Привалова и его супруги Евдокии Львовны, урождённой Пастушковой (всего в семье было восемь детей: сыновья Иван, Андрей, Алексей, Леонид и дочери Надежда, Александра, Мария, Валентина). После окончания с золотой медалью Нижегородской гимназии в 1909 году поступил в Московский университет, который окончил в 1913 году. Во время обучения летом 1911 года слушал в Гёттингене лекции Давида Гильберта, Эдмунда Ландау и Феликса Клейна. Д. Ф. Егоров был очень впечатлён способностями Привалова и рекомендовал ему оставаться в университете для проведения исследований.
В 1915 году стал вице-президентом Московского математического общества.
С 1918 года в связи с открытием в Саратовском университете новых факультетов по рекомендации Егорова стал преподавать в Саратове аналитическую геометрию и высшую алгебру. В том же году ему было присвоено звание профессора. В 1921 году Привалов вернулся в Москву, и с 1922 года стал профессором Московского университета.
С 1923 года — заведующий отделом теории функций НИИ математики и механики и профессор Академии Воздушного Флота имени Н. Е. Жуковского в звании военинженера 1-го ранга, что позволяло ему появляться на лекциях и в университете в форме полковника Военно-воздушных сил.
Первая большая работа И. И. Привалова, «Интеграл Коши», была напечатана в 1918 году. Эта работа, вышедшая во время гражданской войны и блокады РСФСР иностранными государствами, долго оставалась неизвестной за границей, и некоторые результаты Привалова частично были получены иностранными учёными (Ф. Рисом и др.). Поэтому он в 1924—1925 годах вернулся к этой теме в двух французских публикациях, одна из которых написана совместно с Н. Н. Лузиным. В дальнейшем Привалов пишет ряд научных монографий: «Субгармонические функции» (1937) и «Граничные свойства однозначных аналитических функций» (1941).
В 1930—1931 годах И. И. Привалов занимал должность заведующего  кафедрой теории функций действительного и комплексного переменного физико-механического факультета МГУ. В 1938—1941 годах он заведовал кафедрой теории функций механико-математического факультета МГУ (образована в результате разделения кафедры анализа и теории функций на две: кафедру математического анализа и кафедру теории функций).

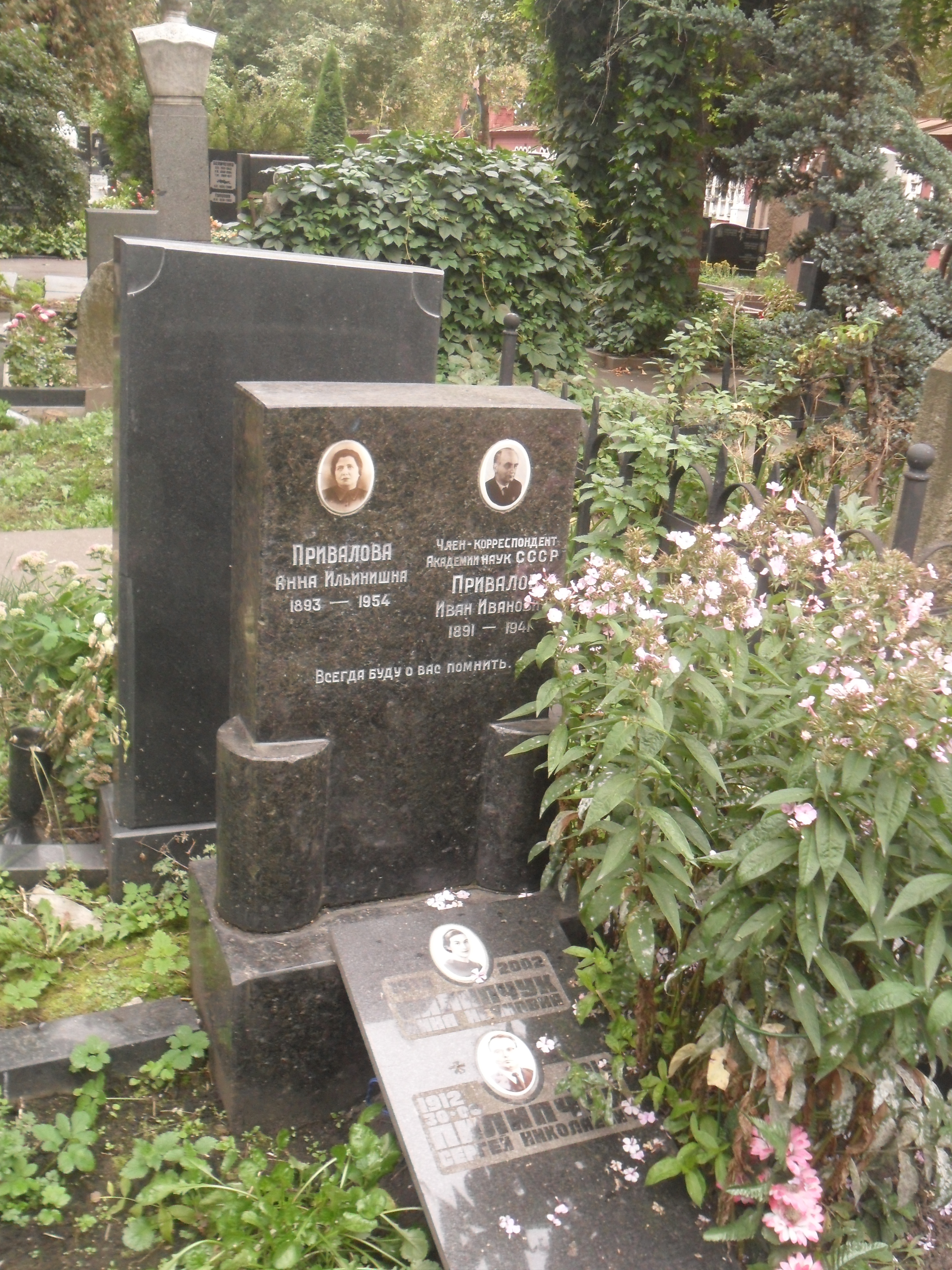
Могила Привалова на Новодевичьем кладбище Москвы

С 1935 года И. И. Привалов — доктор физико-математических наук. 29 января 1939 года И. И. Привалов был избран членом-корреспондентом АН СССР по Отделению математических и естественных наук (математика).
И. И. Привалов много сил и энергии вкладывал в преподавание математики в высшей школе и был блестящим лектором, который с энтузиазмом излагал лекционный материал и умело вводил своих слушателей в современное состояние науки. Им был создан ряд первоклассных учебников для университетов («Введение в теорию функций комплексного переменного», «Ряды Фурье», «Интегральные уравнения») и для технической школы («Аналитическая геометрия», выдержавшая 12 изданий с 1927 по 1939 годы). 30-е издание «Аналитической геометрии» было опубликовано в 1966 году, через двадцать пять лет после смерти автора; 31-е — в 1991 году. Учебник Привалова по теории функций комплексного переменного (уже упоминавшееся «Введение в теорию функций комплексного переменного», 1927) считается классическим; в 1999 году вышло его 14-е издание.
Однако учеников у него почти не было. П. С. Александров объяснял это тем, что Привалов слишком много знал и потому очень много требовал от своих студентов.
Свою научную и педагогическую деятельность И. И. Привалов сочетал с обширной общественной работой: в последние годы — вице-президент Математического общества, во Всесоюзном комитете по делам Высшей школы — член Высшей аттестационной комиссии, в Краснопресненском районном совете — депутат. За выдающиеся научные и общественные заслуги И. И. Привалов в 1940 году, в связи с юбилеем Московского университета, был награждён орденом Трудового Красного Знамени.
В результате огромной умственной нагрузки и тяжелой психической травмы, вызванной катастрофическим для СССР началом Великой Отечественной войны, Привалов сошёл с ума. Скончался Иван Иванович Привалов 13 июля 1941 года в Москве.

## Научная деятельность
Основные направления научных исследований И. И. Привалова относились к теории функций комплексного переменного, теории тригонометрических рядов, теории функций действительного переменного.
В своей монографии «Интеграл Коши» (1918), Привалов привёл целый ряд полученных им важных результатов: теоремы о граничных свойствах функций, конформно отображающих друг на друга области со спрямляемой границей, граничные свойства интегралов типа Коши и др. В совместной статье И. И. Привалова и Н. Н. Лузина 1924 года была доказана теорема Лузина — Привалова об инвариантности граничных точек меры нуль при конформном отображении круга {\displaystyle |z|<1} на область {\displaystyle D,} которая имеет место, если граница {\displaystyle L} области {\displaystyle D} — спрямляемая замкнутая кривая Жордана. В другой их совместной статье, опубликованной годом спустя, была установлена теорема единственности для голоморфных функций: если голоморфная в единичном круге функция {\displaystyle f} имеет угловые предельные значения (или радиальные предельные значения) на множестве точек единичной окружности положительной меры, то этими значениями функция {\displaystyle f} определяется однозначно. В 1938 году Привалов распространил данный результат на мероморфные функции.
И. И. Привалову принадлежит заслуга систематической разработки общей теории субгармонических функций и её различных приложений к теории аналитических функций (в частности, к задачам исследования граничных свойств аналитических функций). Данную разработку он осуществил в большом цикле работ, начиная с 1934 года.
Из результатов И. И. Привалова, которые не относятся к теории аналитических функций, нужно отметить сделанный им крупный вклад в исследование свойств сопряжённых рядов Фурье, касающихся сходимости сопряжённого ряда и его дифференциальных свойств.

## Память
В Нижнем Ломове сохранился дом купца Ивана Авксентьевича Лопатина, где некоторое время проживала семья Приваловых. Он отмечен мемориальной доской в память о том, что здесь родился И. И. Привалов.

## Публикации

### Отдельные издания
- Привалов И. И. . Введение в теорию функций комплексного переменного: Пособие для высшей школы. — М.; Л.: Государственное издательство, 1927. — 316 с.
- Привалов И. И. . Ряды Фурье. — 3-е изд., перепеч. без изм. со 2-го изд. — М.; Л.: ОНТИ: Гос.техн.-теор.изд-во, 1934. — 164 с.
- Привалов И. И. . Субгармонические функции. — М.; Л.: ОНТИ НКТП СССР, 1937. — 199 с. — (Математика в монографиях).
  - Субгармонические функции. — 2-е изд. — М.: URSS, 2011. — 200 с. — ISBN 978-5-397-02124-1.
- Привалов И. И. . Интегральные уравнения. — 2-е, испр. изд. — М.; Л.: ОНТИ НКТП СССР, 1937. — 248 с.
- Привалов И. И. . Аналитическая геометрия. — 11-е изд. — М.; Л.: ГОНТИ, 1938. — 232 с.
- Привалов И. И. . Граничные свойства однозначных аналитических функций. — М.: МГУ, 1941. — 206 с.

### Некоторые статьи
- Привалов И. И.  Свойства рядовъ по ортогональнымъ функціямъ // Матем. сб. — 1914. — Т. 29, № 2. — С. 182—185.
- Привалов И. И.  О сходимости рядовъ Sturm’а — Liouville’я и Légendre’а // Сообщ. Харьков. матем. общ-ва. Вторая сер. — 1917. — Т. 15, № 3. — С. 148—160.
- Привалов И. И.  Интеграл Cauchy // Известия физ.-матем. факультета Саратовского ун-та. — 1918. — Т. 11, № 1.
- Luzin N. N., Privalov I. I.  Sur l’unicité et la multiplicité des fonctions analytiques // Compt. Rend. Acad. Sci. — 1924. — Vol. 178. — P. 456—449.
- Luzin N. N., Privalov I. I.  Sur l’unicité et multiplicité des fonctions analytiques // Ann. École Norm. — 1925. — Vol. 42. — P. 143—192.
- Привалов И. И.  О сходимости сопряжённых тригонометрических рядов // Матем. сб. — 1925. — Т. 32, № 2. — С. 357—363.
- Привалов И. И.  Об одной граничной задаче субгармонических функций // Матем. сб. — 1934. — Т. 41, № 1. — С. 3—10.
- Привалов И. И.  Приложения понятия гармонической меры множества к некоторым проблемам теории функций // Матем. сб. — 1938. — Т. 45, № 3. — С. 527—534.